# Minō
Minō (箕面市?) è una città giapponese della prefettura di Ōsaka.

## Economia

### Turismo
La principale attrazione turistica cittadina è il parco nazionale Minō del bosco di Meiji (明治の森箕面国定公園?, Meiji no Mori Minō Kokutei Kōen), che si trova ai margini del centro cittadino e dell'area metropolitana. Fondato nel 1967 su un'area boschiva collinare di 963 ettari, al suo interno si trovano 1.300 specie di piante e 3.500 specie di insetti. È particolarmente popolato da scimmie, protette dalle leggi locali, che si aggirano indisturbate tra i turisti nei pressi della cascata. Il parco è frequentato dai turisti soprattutto in autunno, quando le foglie dei molti aceri presenti assumono il caratteristico colore rosso, creando un suggestivo ambiente.

## Infrastrutture e trasporti
In città vi è la stazione di Minoo, ultima fermata della linea Hankyū Minō, a mezz'ora di treno da Osaka.